# Ørum Kirke (Randers Kommune)
 For alternative betydninger, se Ørum Kirke. (Se også artikler, som begynder med Ørum Kirke)
Ørum Kirke er en kirke i Ørum Sogn i Randers Kommune. Kirken ligger knap 5 kilometer øst for Langå.

## Eksterne kilder og henvisninger
- Ørum Kirke hos KortTilKirken.dk

- Wikimedia Commons har flere filer relateret til Ørum Kirke (Randers Kommune)